# Mucolipidose type 4
La mucolipidose type 4 est caractérisée par un retard psychomoteur évident dès la première année de vie et une perte de la vision très progressive par opacification de la cornée et dégènérescence de la rétine. Vers l'âge de 10 ans les troubles visuels sont très importants.
Des signes neurodégénératifs sont observés chez 15 % des personnes atteintes. 5 % des personnes ont une forme atypique se manifestant par un retard psychomoteur moins sévère et/ou des troubles de la vision.
70 % des personnes atteintes par cette maladie sont des descendants de juifs ashkénazes.

## Sources
- (en) Online Mendelian Inheritance in Man, OMIM (TM). Johns Hopkins University, Baltimore, MD. MIM Number: 252650 252650
- (en) Raphael Schiffmann, Ehud Goldin, Susan A Slaugenhaupt, Janine Smith, Mucolipidosis IV In : GeneReviews at GeneTests: Medical Genetics Information Resource (database online). Copyright, University of Washington, Seattle. 1997-2005. .

## Associations
- (fr) Mucolipidose de type 4 Association Vaincre les Maladies Lysosomales